# Jessica Bonilla
Jessica Bonilla Escapite, née le 13 avril 1996 à Mérida, est une coureuse cycliste mexicaine. Active sur route et sur piste, elle est championne du Mexique du contre-la-montre en 2017, et médaillée à plusieurs reprises lors des championnats panaméricains sur piste et sur route.

## Palmarès sur piste

### Championnats du monde
- Ballerup 2024
  - 10e de la poursuite par équipes (avec Yareli Acevedo, Antonieta Gaxiola et Lizbeth Salazar)[1].

### Jeux d'Amérique centrale et des Caraïbes
- 2014
  -  Médaillée d'argent de la poursuite par équipes
  - 4e de la poursuite
- 2018
  -  Médaillée de bronze de la poursuite par équipes

### Championnats panaméricains
- 2016
  -  Médaillée d'argent de la poursuite par équipes
- 2017
  -  Médaillée d'argent de la poursuite par équipes
- 2018
  -  Médaillée d'argent de la poursuite par équipes
  -  Médaillée d'argent de la course aux points
- Cochabamba 2019
  -  Médaillée d'argent de l'américaine
  -  Médaillée de bronze de la poursuite par équipes

### Jeux panaméricains
- Lima 2019
  -  Médaillée de bronze de l'américaine

### Championnats du Mexique
- 2018
  -  Championne du Mexique de poursuite par équipes (avec Sofía Arreola, Lizbeth Salazar et Ana Casas)

## Palmarès sur route
- 2013
  -  Championne du Mexique du contre-la-montre juniors
- 2014
  -  Médaillée d'argent du contre-la-montre juniors des championnats panaméricains
- 2016
  - 2e du championnat du Mexique du contre-la-montre
- 2017
  -  Championne du Mexique du contre-la-montre
- 2018
  -  Médaillée de bronze du contre-la-montre espoirs des championnats panaméricains